# تالار هنر اصفهان
تالار هنر اصفهان وابسته به سازمان فرهنگی، اجتماعی و ورزشی شهرداری اصفهان در سال ۱۳۸۱ افتتاح شد.
دفتر تخصصی هنرهای نمایشی شهرداری اصفهان (تالار هنر)تالار هنر اصفهان محیط فرهنگی مشترکی است برای مردم یک شهر که با آن به تماشای زندگی می روند، از این روست که تالار هنر در ادبیات شهر اصفهان برای مردم یادآور خاطرات تلخ و شیرینی از زندگی جاری است و بخشی از مهمترین رخدادهای هنری دو دهه اخیر اصفهان است. و نباید از نظر دور داشت که با اطلاق دفتر تخصصی هنرهای نمایشی در این تالار گستره ارتباطی و اثر گذاری تالار هنر به بیشترین میزان خود رسیده است و خوشبختانه این اثر به رشد تئاتر به وضوح کمک نموده است.
تالار هنر اصفهان در سال ۱۳۸۱ نخستین بار ﺑﺎ ﻫﺪﻑ ﺍﺟﺮﺍﻱ ﺑﺮﻧﺎﻣﻪﻫﺎﻱ ﻫﻨﺮﻱ، به طور خاص احیاء و اشاعه ﺗﺌﺎﺗﺮ ﻭ ﺳﺎﻳﺮ ﻫﻨﺮﻫﺎﻱ ﻧﻤﺎﻳﺸﻲ با توجه به نیاز روانی جامعه و برخوردارشدن از سلامت روحی بیشتر و نشاط فردی و و اجتماعی نسل جدید ، افتتاح و در سال ۱۳۹۹ بازسازی و بروزرسانی شد تا با امکانات و شرایط هرچه بهتری میزبان رویداد ها، جشنواره ها و نمایش های شهر اصفهان باشد. این مرکز هر روز هفته به طور اخص میزبان ﮔﺮﻭﻩﻫﺎﻱ ﻧﻤﺎﻳﺸﻲ، ﺑﺎﺯﻳﮕﺮﺍﻥ، ﻛﺎﺭﮔﺮﺩﺍﻧﺎﻥ، ﺗﻬﻴﻪﻛﻨﻨﺪﮔﺎﻥ ﻭ ﭘﻴﺸﻜﺴﻮﺗﺎﻥ ﻋﺮﺻﻪ ﻫﻨﺮ ﺗﺌﺎﺗﺮ ﻭ هنرهای ﻧﻤﺎﻳﺸﻲ ﻭ ﻋﺎﻣﻪ ﻣﺮﺩﻡ، ﺷﻬﺮﻭﻧﺪﺍﻥ ﻋﻼﻗﻪﻣﻨﺪ ﺑﻪ ﺗﺌﺎﺗﺮ ﻭ ﻫﻨﺮﻫﺎﻱ ﻧﻤﺎﻳﺸﻲ می باشد
این تالار با دارا بودن یک سالن اصلی به نام سالن نقش جهان با ظرفیت ۳۲۳ نفر و صحنه نمايش با ابعاد 14×14 و دو گوشواره به مساحت بيش از 200 متر و برج صحنه به ارتفاع  14 متر  جهت اجراي نمايش هاي بزرگ و سالن جنبی با نام سالن تماشا و ظرفیت 80 نفر محلی برای اجرای تئاتر های حرفه ای شهر علم و هنر اصفهان است. این تالار همچنین امکان اجرا در لابی هنر، 4 پلاتو جهت تمرين گروه‌هاي مختلف و بام هنر را دارد
از دیگر امکانات این تالار کارگاه  دکور، آرشیو لباس، سالن کنفرانس با ظرفیت 55 نفر، پرده عريض سينما،کارگاه عروسک سازی و ۲ اتاق گریم(ﺁﻗﺎﻳﺎﻥ ﻭ ﺑﺎﻧﻮﺍﻥ) می‌باشد. همچنین امکانات صوتی، تصویری و نور آن بسیار خوب می‌باشد و دارای سيستم پيشرفته نور پردازي با تمام امكانات افكتي لازم، ۲ اتاق فرمان و سيستم ويدئو پروژكشن است.
تولید و اجرای تئاترهای صحنه ای و بیرونی(خیابانی) با موضوعات مختلف، برگزاري جشنواره تئاتر خندستان، برگزاري دوره ها و كارگاه هاي آموزشي تئاتر در عرصه، نمایشنامه نویسی، بازیگری و ارائه مشاوره علمی به گروه های نمایشی و علاقه مندان تئاتر، اطلاع رسانی و ارائه تولیدات محتوایی و رسانه ای در فضای مجازی و رسانه های دیداری و شنیداری از جمله فعالیت ها و خدمات این مرکز می باشد.
سال 99 با 8 میلیارد تومان هزینه بازسازی شد.